# Rusawa (rzeka)
Rusawa (ukr. Русава) – rzeka na Ukrainie, lewy dopływ Dniestru.  Przepływa przez Wyżynę Podolską - przez rejony tomaszpolski i jampolski w obwodzie winnickim.  Długość – 78 km, powierzchnia zlewni – 991 km².
Źródła Rusawy znajdują się opodal wsi  Aleksandrówka, wpada do Dniestru na południe od Jampola.